# سیارک ۵۸۳۶۴
سیارک ۵۸۳۶۴ (به انگلیسی: 58364 Feierberg، نامگذاری:1995MF7) پنجاه و هشت هزار و سیصد و شصت و چهارمین سیارک کشف شده‌است که در ۲۵ ژوئن ۱۹۹۵ کشف شد.